# Ескер
Ескерът е изпъкнала релефна форма с ледников произход. Той има издължена форма, прилича на нисък рид или вал с височина от 5 до 10 м, ширина от 10 до 100 м и дължина, която може да достигне десетки километри.

## Название
Думата ескер (esker, eskar, eschar) произлиза от ирландския език, където означава „вал, разграничителен насип между две равнини“. Същите форми в Швеция се наричат оз или уз (az, os), което означава почти същото – хребет, вал.

## Произход
Ескерите привличат вниманието с това, че не са съгласувани с посоката на останалите релефни форми, които са с тектонски произход. Повечето съвременни ескери са се появили през последното, плейстоценско заледяване. Смята се, че са останки от коритата на древни подледникови реки, които са влачили и натрупали големи количества акумулативен материал – морени, чакъл или пясък. Това показват и пробите от вътрешността на ескерите. Често склоновете са доста стръмни, до 45°, а повърхността е заравнена. Ескерите могат да се окажат прекъснати от последвали въздействия.

## Разпространение
Най-често ескери могат да се видят в северозападна Русия, Финландия, Швеция, Естония, Латвия. В Швеция ескерът Упсалесен е дълъг 250 км и минава през известния град Упсала. Близо до него е Баделундесен, дълъг 300 км. В щата Масачузетц се намира Големият ескерен парк, където един от ескерите е висок 30 м. Други 1000 ескера има в щата Мичиган.
Най-дългият известен ескер се намира в Канада, край река Телон. Той може да се проследи в продължение на 800 км.